# Ongoujou
Ongoujou – miasto na Komorach, na wyspie Anjouan. W 2006 roku liczyło ok. 11 tys. mieszkańców. Stanowi ośrodek przemysłu spożywczego i odzieżowego.